# Hans-Peter Kaeser
Hans-Peter Kaeser (* 1942) ist ein Schweizer Buchgestalter und Grafiker.

## Leben und Werk
Nach einer Buchhändlerlehre arbeitete Hans-Peter Kaeser erst an der Bibliothek der ETH Zürich. 1972 kam er nach St. Gallen, arbeitete in der Erker-Galerie an der Archivierung des Werkes von Fritz Wotruba. Zu Beginn der 1970er Jahre wuchsen Erker-Galerie und Erker-Verlag rasant und Hans-Peter Kaeser wurden neue Aufgaben übertragen. 1973 gestaltete Kaeser, von Max Koller unterstützt, sein erstes Buch für den Erker-Verlag. In der Folge arbeitete er als Gestalter auch an kleineren Drucksachen der Galerie, Einladungskarten, Broschüren und Büchern für den Erker-Verlag. Das  typografische Wissen erarbeitete sich Kaeser in Wochenendkursen der Zürcher Kunstgewerbeschule: Typografie bei Hans Rudolf Bosshard, Schriftschreiben und -zeichnen bei Werner Wälchli. Später übernahm er einen Lehrauftrag und unterrichtete in Zürich während 15 Jahren Schriftschreiben und Schriftgeschichte. Ab 1986 arbeitet Hans-Peter Kaeser freischaffend als ‹Grafiker/Typograf› und ist weiterhin für die Mehrzahl der Titel aus dem Erker-Verlag verantwortlich. 1994 gründet er mit dem Buchantiquar und Buchbinder Markus Comba den Kommissionsverlag Sabon.
Einige von Hans-Peter Kaesers Arbeiten wurden mit dem Preis  Die schönsten Schweizer Bücher ausgezeichnet. Das Buch zum Natur- und Kunstmuseum St. Gallen, 1877–1987 (St. Gallen, 1987) erhielt zudem einen Preis im Wettbewerb der schönsten Bücher aus aller Welt. Er lebt in St. Gallen.